# Улрих I (Цили)
Улрих I фон Цили (на словенски: Ulrik Celjski; на немски: Ulrich von Cilli; * 1331 — † 26 юли 1368) е благородник от Щирия и кондотиер, граф на Цили в Словения, глава на рода Цили (1359 – 1368) заедно със своя по-малъл брат Херман I. По време на неговото управление, Цили се превръщат в една от най-могъщите благороднически династии на територията на днешна Словения и полагат основите за разширяването си в съседните Славония и Хърватия през следващото поколение.

## Произход
Той е първият син на Фридрих I фон Цили (* ок. 1300, † 1359), граф на Цили (от 1341), и на съпругата му Димут фон Валзее († 1353/1357). Негови дядо и баба по бащина линия са Улрих фон Санек и графиня Катарина фон Хоенбург, а по майчина – Улрих I фон Валзее и Димут фон Рорау. Има един брат и две сестри:
- Херман I фон Цили († 1385), съпруг на Катерина Котроманич, дъщеря на босненския крал Стефан II Котроманич
- Анна (неизв.), съпруга на граф Ото IV/V фон Ортенбург
- Катерина († 1389), съпруга на граф Алберт III/Албрехт IV фон Гьорц и на трухсес Йохан II фон Валдбург-Траухбург

## Кариера
Военната кариера на граф Улрих Цили започва като кондотиер – командир на наемнции, който воюва на страната на различни европейски монарси. Благодарение на военните си умения той установява силни връзки с владетелите от династията Люксембург в Бохемия и Германия, както и с унгарския клон на Анжуйската династия. През 1346 г. още като младеж  се присъединява към експедицията на унгарския крал Лайош Велики срещу венецианците в Далмация и участва в неуспешната обсада на Задар. През 1354 г.  взима участие в експедицията на император на Свещената Римска империя Карл IV Люксембургски в Италия. През 1354 – 1355 г.  воюва на страната на унгарския крал срещу венецианците при обсадата на Тревизо. През 1359 – 1365 г. Улрих фон Цили участва във военните кампании на Лайош Велики в Южна Италия, Сърбия и България. През май 1365 г. заедно с палатина Миклош Конт, Денис Лакфи, Бенедикт Химфи и други рицари участва в завоюването на Видинското царство и превземането на Видин.

## Династични бракове
Вярната службата на унгарския крал не закъснява да даде своите плодове. По-малкият брат на Улрих – Херман, се жени за Катерина Котроманич, сестра на кралицата Елизабет Котроманич, а синът му – Вилхелм, се жени за полска принцеса Анна, дъщеря на Кажимеш III Велики, последният крал на Полша от династията Пясти. Тези бракове издигат графовете Цили в кръга на централноевропейските кралски дворове. Възходът им е удобен и за Лайош Велики, който наследява Кажимеш като крал на Полша. Дъщерята на Кажимеш, която иначе би могла да претендира за трона за децата си, е омъжена за лоялен съюзник на Лайош далеч от Полша, като по този начин е неутрализирала потенциално оспорване на неговата легитимност при проблематично наследяване. След смъртта на Улрих през 1368 г., Херман става наследник на владенията в Цили, управлявайки и от името на своя племенник Вилхелм († 1392).

## Семейство
Улрих фон Цили е женен за Аделаида фон Ортенбург (? – 17 август 1391 г.), дъщеря на могъщия каринтийски граф Ото фон Ортенбург (? – 1374 г.). Този брак заздравява съюза между двете благороднически фамилии. Само един син, Вилхелм (ок. 1361 – 1392), оцелява до зряла възраст. През 1380 г. Вилхелм се жени за полската принцеса Анна (1366 – 1425) и има една дъщеря, Анна фон Цили (ок. 1381 – 1416), която през 1402 г. става полска кралица и втора съпруга на Владислав II Ягело, първият ягелонски крал на Полша.